# Ederson Honorato Campos
Ederson Honorato Campos, meglio noto come Ederson (Parapuã, 13 gennaio 1986), è un ex calciatore brasiliano, di ruolo centrocampista.

## Carriera

### Club

#### Esordi
All'età di quindici anni entra a far parte del settore giovanile dell'RS Futebol; dopo mezza stagione trascorsa in prima squadra, nel gennaio del 2004 passa in prestito all'Internacional, con il quale vince un Campionato Gaúcho, e pochi mesi dopo alla Juventude, giocando sole cinque partite.

#### Nizza
Nel gennaio del 2005 viene acquistato dalla squadra francese del Nizza, inizialmente con la formula del prestito. Il 5 febbraio 2005 fa il suo debutto in Ligue 1 durante la gara pareggiata per 1-1 con il Metz, entrando al 72'. Alla sua terza apparizione con la maglia rossonera, mette a segno il suo primo gol nel campionato francese nella partita contro i rivali del Monaco, sconfitti per 2-1 proprio grazie alla marcatura del brasiliano. La stagione successiva, Ederson veste la maglia numero 10, collezionando 20 presenze impreziosite da 2 reti.
Nell'annata 2006-2007 totalizza 30 presenze in campionato con 6 gol fatti, tra i quali quello realizzato su calcio di rigore al 92' contro l'Olympique Marsiglia, regalando la vittoria al Nizza per 2-1, e i due messi a segno nella gara contro il Bordeaux, anche questa vinta dai rossoneri per 2-1. A fine stagione il Nizza si piazza al sedicesimo posto in classifica.
Ederson rimane con il Nizza anche nella stagione 2007-2008, con 36 partite disputate e 7 gol segnati, ottenendo l'ottavo posto finale. Nel gennaio 2008 passa ai campioni di Francia in carica dell'Olympique Lione per una cifra vicina ai 14,9 milioni di euro, rimanendo al Nizza fino al termine del campionato.

#### Lione
Approda così alla società del presidente Jean-Michel Aulas nel giugno del 2008, insieme al portiere Hugo Lloris, già suo compagno di squadra nel Nizza. Fa il suo debutto in maglia lionese il 10 agosto 2008 nella gara interna vinta per 3-0 contro il Tolosa, e mette a segno il suo primo gol con la sua nuova squadra il 20 settembre dello stesso anno contro il Le Havre, sconfitto per 1-0 proprio grazie al calcio di rigore trasformato da Ederson. Il brasiliano prende parte anche alle partite di Champions League.
Nella stagione 2011-2012 conquista con la maglia dell' OL la Coppa di Francia.

#### Lazio
Il 2 luglio 2012, dopo essersi svincolato dall'Olympique Lione ed aver ottenuto la cittadinanza italiana, Ederson sottoscrive un contratto quinquennale con il club romano della Lazio. Esordisce in Serie A il 16 settembre 2012 sostituendo Antonio Candreva nel secondo tempo della partita contro il ChievoVerona, partita che finirà 3-1 per i biancocelesti.
Il 30 settembre, dello stesso anno, mette a segno il suo primo gol con la maglia biancoceleste contro il Siena, segnando di testa da calcio d'angolo, la partita finirà poi 2-1 per le Aquile. Si ripete Il 4 ottobre, siglando il suo primo gol europeo, nella vittoriosa gara di Europa League contro gli sloveni del Maribor, battuti proprio grazie alla rete del brasiliano. Torna in campo il 18 febbraio 2013, dopo l'infortunio di Maribor, nella sconfitta per 3-0 contro il Siena. Torna a segnare il 7 marzo, nella gara d'andata degli ottavi di finale di Europa League, contro lo Stoccarda, partita vinta dai biancocelesti per 2-0. Il 26 maggio 2013 vince la Coppa Italia battendo in finale la Roma per 1-0. Il 18 agosto 2013 perde la Supercoppa italiana 2013 contro la Juventus per 4-0.
Il 20 maggio 2015 perde la finale di Coppa Italia dove la Lazio viene sopraffatta dalla Juventus per 2-1.

#### Flamengo
Il 21 luglio 2015 viene ufficializzata la risoluzione del contratto che Ederson aveva con la Lazio, e l'indomani firma l'accordo con il Flamengo, tornando così a giocare nel suo paese natio.
Sconfitto un tumore al testicolo, il 3 gennaio 2020, dopo un anno e mezzo dallo svincolo dal club di Rio de Janeiro, annuncia il ritiro dal calcio giocato.

### Nazionale

#### Maggiore
Il 26 luglio 2010, fu convocato per la prima volta in Nazionale brasiliana dal CT Mano Menezes in occasione della partita amichevole contro gli Stati Uniti.
Nella sua gara d'esordio con la maglia della Nazionale, Ederson fu costretto dopo un paio di minuti ad abbandonare per infortunio il terreno di gioco, sostituito dall'attaccante Carlos Eduardo.

## Statistiche

### Presenze e reti nei club
| Stagione        | Squadra         | Campionato      | Campionato | Campionato | Coppe nazionali | Coppe nazionali | Coppe nazionali | Coppe continentali | Coppe continentali | Coppe continentali | Altre coppe | Altre coppe | Altre coppe | Totale | Totale |
| Stagione        | Squadra         | Comp            | Pres       | Reti       | Comp            | Pres            | Reti            | Comp               | Pres               | Reti               | Comp        | Pres        | Reti        | Pres   | Reti   |
| --------------- | --------------- | --------------- | ---------- | ---------- | --------------- | --------------- | --------------- | ------------------ | ------------------ | ------------------ | ----------- | ----------- | ----------- | ------ | ------ |
| 2003-gen. 2004  | RS Futebol      | C               | 0          | 0          | -               | -               | -               | -                  | -                  | -                  | CG          | 46          | 23          | 46     | 23     |
| gen.-giu. 2004  | Internacional   | A               | 3          | 0          | -               | -               | -               | -                  | -                  | -                  | -           | -           | -           | 3      | 0      |
| 2004-gen. 2005  | Juventude       | A               | 5          | 1          | -               | -               | -               | -                  | -                  | -                  | -           | -           | -           | 5      | 1      |
| gen.-giu. 2005  | Nizza           | L1              | 5          | 1          | CF+CdL          | 0+0             | 0+0             | -                  | -                  | -                  | -           | -           | -           | 5      | 1      |
| 2005-2006       | Nizza           | L1              | 20         | 2          | CF+CdL          | 0+5             | 0+1             | -                  | -                  | -                  | -           | -           | -           | 25     | 3      |
| 2006-2007       | Nizza           | L1              | 30         | 6          | CF+CdL          | 0+0             | 0+0             | -                  | -                  | -                  | -           | -           | -           | 30     | 6      |
| 2007-2008       | Nizza           | L1              | 36         | 7          | CF+CdL          | 2+2             | 0+1             | -                  | -                  | -                  | -           | -           | -           | 40     | 8      |
| Totale Nizza    | Totale Nizza    | Totale Nizza    | 91         | 16         |                 | 9               | 2               |                    | 0                  | 0                  |             | 0           | 0           | 100    | 18     |
| 2008-2009       | Lione           | L1              | 35         | 5          | CF+CdL          | 1+1             | 0+0             | UCL                | 8                  | 0                  | -           | -           | -           | 45     | 5      |
| 2009-2010       | Lione           | L1              | 24         | 2          | CF+CdL          | 2+1             | 0+0             | UCL                | 10                 | 0                  | -           | -           | -           | 37     | 2      |
| 2010-2011       | Lione           | L1              | 8          | 2          | CF+CdL          | 0+0             | 0+0             | UCL                | 0                  | 0                  | -           | -           | -           | 8      | 2      |
| 2011-2012       | Lione           | L1              | 15         | 2          | CF+CdL          | 1+3             | 0+0             | UCL                | 6                  | 0                  | -           | -           | -           | 25     | 2      |
| Totale Lione    | Totale Lione    | Totale Lione    | 82         | 11         |                 | 9               | 0               |                    | 24                 | 0                  |             | 0           | 0           | 115    | 11     |
| 2012-2013       | Lazio           | A               | 15         | 1          | CI              | 0               | 0               | UEL                | 8                  | 2                  | -           | -           | -           | 23     | 3      |
| 2013-2014       | Lazio           | A               | 15         | 1          | CI              | 1               | 0               | UEL                | 5                  | 0                  | SI          | 1           | 0           | 22     | 1      |
| 2014-2015       | Lazio           | A               | 4          | 1          | CI              | 1               | 0               | -                  | -                  | -                  | -           | -           | -           | 5      | 1      |
| Totale Lazio    | Totale Lazio    | Totale Lazio    | 34         | 3          |                 | 2               | 0               |                    | 13                 | 2                  |             | 1           | 0           | 50     | 5      |
| 2015-2016       | Flamengo        | A               | 8          | 3          | CB              | 2               | 0               | -                  | -                  | -                  | CC          | 0           | 0           | 10     | 3      |
| 2016-2017       | Flamengo        | A               | 8          | 1          | CB              | 4               | 0               | CS                 | 0                  | 0                  | CC          | 7           | 0           | 19     | 1      |
| 2017-2018       | Flamengo        | A               | 5          | 0          | CB              | 2               | 0               | CL+CS              | 0+1                | 0                  | CC          | 0           | 0           | 8      | 0      |
| Totale Flamengo | Totale Flamengo | Totale Flamengo | 21         | 4          |                 | 8               | 0               |                    | 1                  | 0                  |             | 7           | 0           | 37     | 4      |
| Totale carriera | Totale carriera | Totale carriera | 236        | 35         |                 | 28              | 2               |                    | 38                 | 2                  |             | 54          | 23          | 356    | 62     |

### Presenze e reti in nazionale
| Cronologia completa delle presenze e delle reti in nazionale ― Brasile | Cronologia completa delle presenze e delle reti in nazionale ― Brasile | Cronologia completa delle presenze e delle reti in nazionale ― Brasile | Cronologia completa delle presenze e delle reti in nazionale ― Brasile | Cronologia completa delle presenze e delle reti in nazionale ― Brasile | Cronologia completa delle presenze e delle reti in nazionale ― Brasile | Cronologia completa delle presenze e delle reti in nazionale ― Brasile | Cronologia completa delle presenze e delle reti in nazionale ― Brasile |
| Data                                                                   | Città                                                                  | In casa                                                                | Risultato                                                              | Ospiti                                                                 | Competizione                                                           | Reti                                                                   | Note                                                                   |
| ---------------------------------------------------------------------- | ---------------------------------------------------------------------- | ---------------------------------------------------------------------- | ---------------------------------------------------------------------- | ---------------------------------------------------------------------- | ---------------------------------------------------------------------- | ---------------------------------------------------------------------- | ---------------------------------------------------------------------- |
| 10-8-2010                                                              | East Rutherford                                                        | Stati Uniti                                                            | 0 – 2                                                                  | Brasile                                                                | Amichevole                                                             | -                                                                      | 72’ 75’                                                                |
| Totale                                                                 |                                                                        | Presenze                                                               | 1                                                                      |                                                                        | Reti                                                                   | 0                                                                      |                                                                        |

## Palmarès

### Competizioni statali
- Campionato Gaucho: 1

Internacional: 2004
- Campionato Carioca: 1

Flamengo: 2017

### Competizioni nazionali
- Coppa di Francia: 1

Olympique Lione: 2012
- Coppa Italia: 1

Lazio: 2013